# Golden Boy (manga)
Golden Boy (ゴールデンボーイ?, Gōruden Bōi) è un manga scritto e illustrato da Tatsuya Egawa pubblicato tra il 1992 e il 1997. È stato anche adattato come OAV. La serie è composta da 10 volumi mentre l'anime è composto da 6 episodi usciti in Giappone nel 1995.
Nel manga (composto da 10 volumi) sono presenti forti censure nelle scene riguardanti i genitali (sia maschili che femminili). Questo accade direttamente nei volumi originali giapponesi pubblicati nel 1993. Nell'anime le censure sono più superficiali, ma comunque presenti.
L'anime è la trasposizione (seppur con cambiamenti e adattamenti) delle prime 5 storie del primo volume, soffermandosi sull'aspetto più divertente e leggero del protagonista e delle sue (dis)avventure. La sesta puntata sostituisce una storia del primo volume, con la quale non ha nessun tipo di collegamento. Il sesto episodio cerca di dare una conclusione abbastanza logica (seppur molto approssimativa) alle precedenti avventure di Kintaro Oe. In questo episodio c'è la parodia dell'opera, chiamata "Golden Girl" (che verrà poi ripreso in chiave completamente diverso nel manga), nonché lo stesso autore Tatsuya Egawa in versione anime).
I 10 volumi della serie manga di Golden Boy vengono pubblicati in Italia dalla Dynamic (prima edizione). Il primo volume è stato pubblicato tra febbraio e marzo del 1999. Il decimo (e ultimo) volume è stato pubblicato tra settembre e ottobre 2001. Le lettura, per scelta dell'editore, è la classica occidentale, ossia dalla prima all'ultima pagina, e da sinistra a destra. 
Dal 19 aprile 2012 J-Pop ristampa tutti i 10 volumi mantenendo la lettura classica dei manga (da destra a sinistra). La qualità di stampa è nettamente superiore (così come il costo di copertina). La dimensione del volume è leggermente più "piccola" rispetto alla precedente. La traduzione della J-Pop differisce completamente da quella della prima serie, spesso stravolgendo il senso di molti dialoghi da metà manga in poi. La lettura di questa nuova edizione è più lenta e più complessa.  
Nel 2013 la J-Pop stampa i due volumi relativi alla serie (non proprio un sequel temporale) Golden Boy II.

## Trama
Il protagonista è Kintaro Oe, un ragazzo di 25 anni che ha lasciato la facoltà di legge dell'Università di Tokyo prematuramente perché aveva imparato già tutto ciò che l'università poteva insegnargli. In ogni sua avventura lo troviamo viaggiare per il Giappone facendo il "tuttofare". Passa da un lavoro ad un altro, per imparare dalla vita. Ha sempre con sé un'agenda sulla quale annota tutto ciò che osserva e gli può tornare utile. Kintaro Oe è il tipico esempio di freeter, ossia una persona che cambia spesso lavori manuali. Il suo unico mezzo di trasporto è la sua amata mountain bike (Mezzaluna), alla quale è molto affezionato (soltanto nel manga verrà spiegato quando e perché acquista la bicicletta, dopo aver venduto la sua moto). 
Nelle prime storie lo vediamo imbattersi ogni volta in un lavoro diverso, relazionandosi con ragazze diverse. A ciascuna di loro insegnerà una morale, comprensibile solo a posteriori dalle donne che tenteranno, invano, di ritrovarlo e di  riconquistarlo.  
La trama del manga, a partire dal secondo volume, prende una piega con una continuità narrativa molto complessa, soprattutto a livello di tematiche psicologiche, sociologiche, relazionali ed esistenziali, discostandosi dall'aspetto più goliardico del primo volume e dell'anime.

## Personaggi

Il protagonista Kintaro sulla sua mountain bike nell'anime

I personaggi qui sotto descritti si riferiscono ai personaggi principali nell'anime. 
Nel manga i protagonisti veri e propri sono altri (a partire da volume 2), che non compaiono nell'anime. 
Kintaro Oe (大江 錦太郎?, Ōe Kintarō)
Doppiato da: Mitsuo Iwata (ed. giapponese), Davide Lepore (ed. italiana)
Il protagonista della serie, è un ragazzo di 25 anni che ha lasciato la facoltà di legge dell'Università di Tokyo prematuramente perché aveva già imparato già tutto ciò che l'università poteva insegnargli. Decide così di intraprendere un viaggio nel suo Paese, facendo svariati lavori per mantenersi.
Madame President (女社長?, Joshachō)
Doppiata da: Hiromi Tsuru (ed. giapponese), Cinzia De Carolis (ed. italiana)
Età compresa fra i 25-30 anni. È a capo della T. N. Software, una società di programmi per computer. È circondata da molte bellissime donne che lavorano per lei, ed è molto intelligente.
Naoko Katsuda (勝田 奈緒子?, Katsuda Naoko)
Doppiata da: Yūko Minaguchi (ed. giapponese), Cinzia Massironi (ed. italiana)
Ha 16 anni ed un'enorme passione per i flirt. Una falsa ingenua. Suo padre è il sindaco della città e questo le crea non pochi complessi. È molto passionale e anche scherzosa.
Noriko (紀子?)
Doppiata da: Yuri Shiratori (ed. giapponese), Federica De Bortoli (ed. italiana)
La sua famiglia è proprietaria di un negozio di noodles (tipici spaghetti giapponesi), in cui la ragazza lavora dopo la scuola. Ha 17-19 anni, molto seria ed ama i fiori.
Ayuko Hayamizu (速水 鮎子?, Hayami Ayuko)
Doppiata da: Kikuko Inoue (ed. giapponese), Alessandra Karpoff (ed. italiana)
È capo-istruttore di nuoto alla scuola in cui Kintaro lavora. È stata anche medaglia d'oro olimpica nei 200 misti. Ha un'età fra i 20-25 anni, bellissima e molto esigente dai suoi allievi.
Reiko Tarayama (寺山 麗子?, Terayama Reiko)
Doppiata da: Sakiko Tamagawa (ed. giapponese), Dania Cericola (ed. italiana)
La più selvaggia delle "golden girl". Ha 20 anni e appartiene ad una delle famiglie più ricche di Kyoto. La maggior parte del tempo la passa indossando il kimono e comportandosi in maniera molto formale, ma occasionalmente la sua vera indole si rivela quando è sulla sua moto, che chiama "Bimo-baby" (si tratta di una Bimota Tesi 1/D 400J) e per la quale nutre una passione "speciale", al limite del feticismo, tanto che pensa che nessun uomo possa eguagliare la moto (che è anche l'unico mezzo attraverso il quale prova piacere).
Chie (知絵?)
Doppiata da: Mika Kanai (ed. giapponese), Elisabetta Spinelli (ed. italiana)
Una ragazza impiegata in uno studio di animazione di Tokyo come addetta alla colorazione delle tavole (rodovetri o acetati).

## Media

### Manga
Il manga di Golden Boy, scritto e disegnato da Tatsuya Egawa, è stato serializzato dal 1992 al 1997 sulla rivista Super Jump edita da Shūeisha. I vari capitoli sono stati poi raccolti in dieci volumi tankōbon pubblicati dal giugno 1993 al gennaio 1998.
In Italia la serie è stata proposta da Dynamic Italia che l'ha pubblicata nella collana Manga Pop dal febbraio 1999 al settembre 2001. Nel fumetto a differenza dell'anime il personaggio di Kintaro cambia completamente; nella serie animata, nella quale sono presenti solo 6 lezioni, vediamo Kintaro dimostrare ad ogni ragazza come lui sappia in ogni modo spiccare e imparare da ciò che lo circonda superando le stesse Golden Girl, maestre nel loro campo.
Nel manga invece, composto in totale da 9 lesson e 100 study, si vede l'evoluzione del personaggio; inizialmente vediamo un Kintaro Oe di 25 anni che fa il freeter, ossia un ragazzo che per vivere cambia spesso lavoro. Gli episodi singoli danno vita poi ad una trama più complessa e lineare. Negli ultimi 4 volumi assistiamo ad un flashback che ci mostra un Kintaro 19 enne in procinto di iniziare l'università. L'incontro con Yoko lo cambierà radicalmente: grazie a lei capirà cosa è davvero importante nella vita, comprendendo l'inutilità del sistema scolastico e lavativo (riferito soprattutto a quello Giapponese). Le troppe pressioni psicologiche e le aspettative non sono naturali e rendono le persone cieche a problemi più importanti. Il successivo incontro con Masamune Kongoji gli farà capire il copione della società che Kintaro stava seguendo senza rendersene conto ... 
L'evoluzione di Kintaro Oe ripercorre gli anni che vanno dai 19 ai 27,  con ordine sparso. 

#### Volumi
| Nº | Titolo italiano | Data di prima pubblicazione      | Data di prima pubblicazione |
| Nº | Titolo italiano | Giapponese                       | Italiano                    |
| 1  | L'angelo della seduzione | giugno 1993 ISBN 4-08-858721-9   | febbraio 1999               |
| 1  | Capitoli - Lesson 0. A scuola di computer - Lesson 1. L'angelo della seduzione - Lesson 2. Selvaggio fiore d'altopiano - Lesson 3. Quando sboccia un primo amore - Lesson 4. Nuotare nelle acque selvagge - Lesson 5. Gioventù senza freni |                                  |                             |
| 2  | Broccato e oro | dicembre 1993 ISBN 4-08-858722-7 | aprile 1999                 |
| 2  | Capitoli - Lesson 6. Psicologia del desiderio - Lesson 7. Schiavo d'amore - Lesson 8. Al ritmo dei sogni - Lesson 9. Alchimista d'amore - Study 1. L'amore di un giovane, il desiderio di un vecchio - Study 2. Un vecchio rapace e un figlio giusto - Study 3. Rottura di un fidanzamento - Study 4. Broccato e oro - Study 5. L'unico essere che devo temere                                                             |                                  |                             |
| 3  | L'insegnamento del signor Kongoji | maggio 1994 ISBN 4-08-858723-5   | giugno 1999                 |
| 3  | Capitoli - Study 6. Il mio vero io - Study 7. Immaginazione e realtà - Study 8. La ricerca di Kintaro - Study 9. Io ti spellerò! - Study 10. Tradimento e lacrime - Study 11. Assimilazione d'amore - Study 12. L'insegnamento del signor Kongoji - Study 13. Perdita di un amore - Study 14. Cercate Kintaro! - Study 15. Di nuovo in viaggio per imparare - Study 16. La studentessa errante!                            |                                  |                             |
| 4  | Il bento dell'aiuto-regista | dicembre 1994 ISBN 4-08-858724-3 | settembre 1999              |
| 4  | Capitoli - Study 17. Il bento dell'aiuto-regista - Study 18. Lezioni di recitazione - Study 19. Esplosione del desiderio insoddisfatto - Study 20. Lo splendore di un'attrice - Study 21. Studio sul desiderio - Study 22. Per un paio di calze - Study 23. Profumi e umori - Study 24. Paradiso proibito - Study 25. Gioco di famiglia - Study 26. Il bacio - Study 27. Relazione segreta - Study 28. La crisi Buru-Seera |                                  |                             |
| 5  | Addio, istituto superiore femminile!! | giugno 1995 ISBN 4-08-858725-1   | novembre 1999               |
| 5  | Capitoli - Study 29. Quello che i professori nascondono - Study 30. Studiare non è noioso!! - Study 31. Il ritiro - Study 32. Il grande fallimento di Miho!! - Study 33. Addio, istituto superiore femminile!! - Study 34. Golden Girl - Study 35. La scoperta della verità - Study 36. Il sogno dell'uomo - Study 37. Il sogno realizzato - Study 38. Un futuro terrificante - Study 39. Pioggia dorata                   |                                  |                             |
| 6  | L'ultima speranza | dicembre 1995 ISBN 4-08-858726-X | gennaio 2000                |
| 6  | Capitoli - Study 40. Otello - Study 41. Pioggia dorata di gran moda!! - Study 42. La trappola di Takako - Study 43. Il ritorno del piccolo Kin!! - Study 44. Incontro segreto - Study 45. Scelta d'amore - Study 46. La trappola di Kyoko - Study 47. Escalation del desiderio - Study 48. La forza della realtà - Study 49. L'ultima speranza - Study 50. Contrattacco                                                    |                                  |                             |
| 7  | Kintaro monta in bici | giugno 1996 ISBN 4-08-858727-8   | marzo 2000                  |
| 7  | Capitoli - Study 51. La strategia di Kintaro - Study 52. Kintaro monta in bici - Study 53. L'incidente - Study 54. Notte dell'addiaccio - Study 55. La notte delle confessioni - Study 56. Il primo bacio - Study 57. La legge del piacere - Study 58. Finalmente il seno! - Study 59. Non sapevo che il seno fosse così...! - Study 60. Un'esperienza imbarazzante - Study 61. Ma è morbida...?!                          |                                  |                             |
| 8  | Opera della natura | dicembre 1996 ISBN 4-08-858728-6 | ottobre 2000                |
| 8  | Capitoli - Study 62. Vista...! - Study 63. È vivo l'amore? - Study 64. Tecniche d'amore - Study 65. Una nuova vita!! - Study 66. Opera della natura - Study 67. Emissione - Study 68. Una nuova ragazza! - Study 69. Emozione per il nuovo incontro ♡ - Study 70. Lui entra in scena!! - Study 71. L'incontro con Kongoji - Study 72. Il signor Kongoji a 19 anni                                                          |                                  |                             |
| 9  | Il controllo mentale di Kongoji | luglio 1997 ISBN 4-08-858729-4   | febbraio 2001               |
| 9  | Capitoli - Study 73. Kongoji rimorchia - Study 74. La teoria di Kongoji - Study 75. Il controllo mentale di Kongoji - Study 76. Modi di imparare - Study 77. La fiamma della confutazione di Kintaro - Study 78. Le lacrime di Kongoji - Study 79. Kongoji sconfitto?! - Study 80. Kawakami piange! - Study 81. Sesso di gioia ♡ - Study 82. Yoko e Kongoji...?! - Study 83. Il piccolo Kin viene messo alla prova         |                                  |                             |
| 10 | Studio senza fine | gennaio 1998 ISBN 4-08-859001-5  | settembre 2001              |
| 10 | Capitoli - Study 84. Kawakami è così carina... - Study 85. Amore nell'errore?! - study 86. Come posso fermarmi?! - Study 87. Una vergine audace! - Study 88. Quell'attimo - Study 89. Entra? Non entra? Entrato! - Study 90. Il primo orgasmo?! - Study 91. In una situazione drammatica - Study 92. Prova d'amore - Study 93. La forma del vero amore - Study 94. Studio senza fine                                       |                                  |                             |

### Sequel

Copertina del primo volume dell'edizione italiana di Golden Boy II

Esiste un sequel intitolato Golden Boy II, l'autore è sempre Tatsuya Egawa ed è stato serializzato dal 15 settembre 2010 al 2011 nella collana Business Jump, sempre edita da Shūeisha. I capitoli sono stati raccolti in due volumi tankōbon pubblicati dal 18 febbraio al 19 luglio 2011.
In Italia è stato pubblicato dalla J-Pop dal 6 luglio al 14 settembre 2013.
Non si tratta di una continuazione della serie precedente. Questi due volumi raccontano la storia di Kintaro che ha oramai 35 anni (sono passati, quindi, circa 10 anni). Non è ben chiaro cosa sia successo dopo il flashback alla fine del decimo volume della prima serie.  
Anche nel sequel Kintaro Oe passa sempre da un lavoro ad un altro. Introspezioni e psicologia fanno da padrone anche in questi volumi. La traduzione rende poco scorrevole la lettura. I disegni denotano una notevole evoluzione stilistica dell'autore; a volte si alternano pagine disegnate abilmente, a disegni più semplici, a fotografie (bianco e nero) di luoghi "reali".  

#### Volumi
| Nº | Data di prima pubblicazione | Data di prima pubblicazione | Data di prima pubblicazione | Data di prima pubblicazione |
| Nº | Giapponese                  | Giapponese                  | Italiano                    | Italiano                    |
| -- | --------------------------- | --------------------------- | --------------------------- | --------------------------- |
| 1  | 18 febbraio 2011            | ISBN 978-4-08-879109-8      | 6 luglio 2013               | ISBN 978-88-6634-389-9      |
| 2  | 19 luglio 2011              | ISBN 978-4-08-879177-7      | 14 settembre 2013           | ISBN 978-88-6634-390-5      |

### Anime
Un adattamento OAV è stato diretto da Hiroyuki Kitakubo e prodotto dallo studio d'animazione A.P.P.P. per un totale di 6 episodi pubblicati tra il 27 ottobre 1995 e il 28 giugno 1996.
La trasposizione anime ha interessato solamente cinque episodi pubblicati nel manga, l'ultimo invece è stato prodotto appositamente per la versione animata e non è quindi presente nel manga.
In Italia la serie fu acquistata da Dynamic Italia che pubblicò la serie in 3 VHS dal 1997. Successivamente Golden Boy venne trasmesso su MTV Italia dal 21 ottobre al 2 dicembre 1999 all'interno del contenitore Anime Night in seconda serata. Nel 2004 uscì una versione in doppio DVD edita da Dynit.

#### Episodi

Copertina dell'edizione DVD italiana, raffigurante il protagonista Kintaro Oe

| Nº | Titolo italiano Giapponese 「Kanji」 - Rōmaji - Traduzione letterale                                                     | Prima edizione   | Prima edizione                     |
| Nº | Titolo italiano Giapponese 「Kanji」 - Rōmaji - Traduzione letterale                                                     | Giapponese       | Italiano (trasmissione televisiva) |
| 1  | A scuola di computer 「コンピューターでお勉強」 - Konpyuta deo benkyō – "Imparare con il computer"                       | 27 ottobre 1995  | 21 ottobre 1999                    |
| 2  | L'angelo della seduzione 「乙女の誘惑」 - Otome no yūwaku – "La fanciulla seduttrice"                                    | 22 novembre 1995 | 28 ottobre 1999                    |
| 3  | Quando sboccia un primo amore 「危険!乙女の初恋」 - Kiken! Otome no hatsukoi – "Pericolo! Primo amore di una ragazza"    | 22 dicembre 1995 | 4 novembre 1999                    |
| 4  | Nuotare nelle acque selvagge 「野生の海を泳ぐ」 - Yasei no umi wo oyogu – "Nuotare in un mare selvaggio"                 | 26 aprile 1996   | 18 novembre 1999                   |
| 5  | Gioventù senza freni 「ノーブレーキの青春」 - Nobureki no seishun – "Gioventù senza freni"                               | 24 maggio 1996   | 25 novembre 1999                   |
| 6  | I cartoni animati sono fantastici 「アニメーションは面白い!」 - Animeshon ha omoshiroi! – "L'animazione è interessante!" | 28 giugno 1996   | 2 dicembre 1999                    |

#### Doppiaggio
| Personaggio      | Doppiatore originale                       | Doppiatore italiano                                   |
| ---------------- | ------------------------------------------ | ----------------------------------------------------- |
| Madame President | Hiromi Tsuru                               | Cinzia De Carolis                                     |
| Naoko Katsuda    | Yūko Minaguchi                             | Cinzia Massironi                                      |
| Noriko           | Yuri Shiratori                             | Federica De Bortoli                                   |
| Ayuko Hayamizu   | Kikuko Inoue                               | Alessandra Karpoff                                    |
| Reiko Tarayama   | Sakiko Ikeda                               | Dania Cericola                                        |
| Chie             | Mika Kanai                                 | Elisabetta Spinelli                                   |
| Programmatrici   | Kikuko Inoue Junko Iwao Junko Shimakata    | Elisabetta Spinelli Emanuela Pacotto Jasmine Laurenti |
| Juzo Katsuda     | Shōzō Iizuka                               | Antonio Paiola                                        |
| Governante       | Kumiko Takizawa                            | Elisabetta Cesone                                     |
| Kogure Hiroshi   | Jūrōta Kosugi                              | Claudio Moneta                                        |
| Kintaro Oe       | Mitsuo Iwata                               | Davide Lepore                                         |
| Sakata           | Hajime Koseki                              | Marco Balzarotti                                      |
| Istruttori       | Kouji Ishii Michiko Neya Yūko Mizutani     | Massimiliano Lotti Loredana Nicosia Manuela Scaglione |
| Wakamoto         | Yasuhiro Takato                            | Fabrizio Mazzotta                                     |
| Animatori        | Kousuke Okano Ryuuzou Ishino Takuma Suzuki | Simone D'Andrea Flavio Arras Gianmarco Ceconi         |
| Capo animatore   | Yasunori Yumiya                            | Enrico Maggi                                          |
| Yuka Kanzaki     | Yuka Koyama                                | Patrizia Mottola                                      |
| Egawa            | Tatsuya Egawa                              | Patrizio Prata                                        |
| Produttrice      | Mika Doi                                   | Lorella De Luca                                       |
| Regista          | Keiji Fujiwara                             | Ivo De Palma                                          |
| Voce narrante    | Gorō Naya                                  | Paolo Buglioni                                        |